# Gol (miasto)
Gol – norweskie miasto i gmina leżąca w regionie Buskerud.
Gol jest 197. norweską gminą pod względem powierzchni.

## Demografia
Według danych z roku 2005 gminę zamieszkuje 4650 osób. Gęstość zaludnienia wynosi 8,74 os./km². Pod względem zaludnienia Gol zajmuje 219. miejsce wśród norweskich gmin.
| ludność stan na 1 stycznia 2005 |         |           |       |
|                                 | kobiety | mężczyźni | razem |
| osób                            | 2179    | 2196      | 4375  |
| %                               | 49,81%  | 50,19%    | 100%  |

| wykształcenie stan na 1 października 2004 |            |         |        |          |
|                                           | podstawowe | średnie | wyższe | nieznane |
| osób                                      | 739        | 2140    | 549    | 127      |
| %                                         | 20,79%     | 60,2%   | 15,44% | 3,57%    |

## Edukacja
Według danych z 1 października 2004:
- liczba szkół podstawowych (norw. grunnskolar): 3
- liczba uczniów szkół podst.: 544

## Władze gminy
Według danych na rok 2011 administratorem gminy (norw. rådmann) jest Hege Mørk, natomiast burmistrzem (norw. ordfører, d. borgermester) jest Hallvor Lilleslett.

## Zabytki
Z Gol pochodzi kościół słupowy Gol stavkirke z XIII wieku, przeniesiony do Skansenu Norweskiego w Oslo na półwyspie Bygdøy. W mieście znajduje się obecnie jego replika.